# Constança de Lleó
Constança Alfons o de Lleó (Lleó, ca. 1202 - Las Huelgas, 7 d'octubre de 1242) va ser una infanta de Lleó i religiosa cistercenca.
Va ser filla d'Alfons IX i de Berenguera de Castella. No hi consens sobre la data de naixement, que hom situa vers 1202, i altres l'endarrereixen a 1199. Es desconeix la data exacta d'entrada en la vida religiosa, prenent l'hàbit al Reial Monestir de Las Huelgas, pertanyent a l'orde del Cister, però probablement va ser poc temps després del retorn de la seva mare a Castella el 1204. Segons sembla, hauria coincidit amb els darrers anys de govern de l'abadessa Sancha García, i hauria coincidit amb una tia seva també religiosa al mateix monestir, anomenada igualment Constança Alfons, filla d'Alfons VIII de Castella.
És probable que en primera instància no estigués destinada a la vida religiosa, atès que moltes dones nobles eren educades en abadies cistercenques. De fet, no hi ha una constància documental que Constança fos religiosa de Las Huelgas o un altre monestir fins després de la mort d'Alfons VIII de Castella. En tot cas, cal considerar que hom la considerava un valor matrimonial potencial per establir l'aliança amb el regne de Lleó, en un moment en què el matrimoni d'Alfons IX i Berenguera havia estat anul·lat a causa de la consanguinitat. Es ben segur que hi va ser establert després de 1217, quan Alfons IX va desheretar al seu fill, Ferran III de Castella, i va afavorir els del seu primer matrimoni. En tot cas, des d'aquell moment, la infanta i la seva tia apareixen documentades sent distingides en tot moment a banda del monestir i la comunitat de religioses, tot i pertànyer al convent. Malgrat tot, sembla que no va assolir cap càrrec de rellevància dintre de la comunitat, i va morir vers els 40 anys, segons els calendaris de Las Huelgas, el 7 d'octubre de 1242.